# Gangeški delfin
Delfin reke Ganges (znanstveno ime Platanista gangetica) je vrsta zobatih kitov, ki jo uvrščamo v družino Platanistidae. Živi v Gangesu in sorodnih rekah južne Azije, in sicer v državah Indija, Nepal in Bangladeš. Povezan je z veliko manjšim indskim delfinom (Platanista minor), ki živi v reki Ind v Pakistanu in reki Beas v severozahodni Indiji.
Znan je tudi pod imenom susu (ljudsko ime) ali Sisu (asamski jezik) in šušuk (bengalščina). Delfina reke Ganges je indijska vlada priznala kot svojo nacionalno vodno žival in je uradna žival indijskega mesta Guvahati. Njegovo prvo pojavljanje v reki Hooghly je dokumentiral William Roxburgh.

## Taksonomija
Delfin reke Ganges se je ločil od delfina reke Ind v pleistocenu, pred približno 550.000 leti. Najzgodnejši fosil, za katerega je bilo ugotovljeno, da pripada tej vrsti, je star le 12.000 let.
Delfina reke Ganges sta leta 1801 uradno klasificirala kot Delphinus gangeticus Heinrich Julius Lebeck in William Roxburgh. Oba sta verjetno uporabila tipski primerek, ujet v bližini Kalkute konec leta 1797 in poslan v Hunterian Museum v Londonu. Morda je bil uničena med 2. svetovno vojno, vendar so bili pred tem izdelani odlitki rostruma in delov spodnje čeljusti, ki so ohranjeni v Prirodoslovnem muzeju. Skozi stoletja se je razpravljalo o tem, ali je treba pripisati zasluge Lebecku ali Roxburghu, vendar je raziskava Kinzeja (2000) pokazala, da je bil Lebeckov opis objavljen 24. avgusta, medtem ko je bil Roxburghov verjetno objavljen šele septembra, kar je dalo Lebecku prednost. Elisha Gray je leta 1835 skoval ime vrste Platanista gangetica.
Ta vrsta in delfin reke Ind sta bila sprva razvrščena kot ena sama vrsta, Platanista gangetica, vendar sta se v 1970-ih oba razdelila v ločeni vrsti. Vendar sta bili v 1990-ih obe vrsti ponovno združeni v eno vrsto. Vendar novejše študije genov, časa razhajanja in strukture lobanje potrjujejo, da gre za različni vrsti.

## Etimologija
Vrsta ima več skupnih imen v celotnem območju razširjenosti. Znana je kot susu kot priljubljeno ime; soons, soans ali soos v hindijščini; šušuk v bengalščini; hiho ali hihu v asamščini; bhagirath (kot sklicevanje na istoimenski lik iz hindujske mitologije); in šus ali suongsu v nepalščini. Njegovo sanskrtsko ime v srednjem veku je bilo verjetno šišumar, v obdobju Mogulov pa je bilo znano kot pani suar.

## Razširjenost
Živi ob rečnih sistemih Ganges-Brahmaputra-Meghna in Karnaphuli-Sangu v Bangladešu in Indiji ter rekah Sapta Koši in Karnali v Nepalu.  Delfin reke Ganges ima rad globoke bazene, vrtinčne protitokove, ki so dolvodno od konvergence rek in ostrih meandrov ter gorvodno in dolvodno od otokov v srednjem kanalu.

## Opis
Delfin reke Ganges ima pravokotno, grebenu podobno hrbtno plavut, samice pa so običajno večje od samcev. Običajno so rjavi, čokoladno rjavi, temno sivi ali svetlo modri. Imajo podolgovat, tanek gobec z ostrimi in zelo koničastimi zobmi, podobno kot večina rečnih delfinov. Rečni delfin ima zaobljen trebuh, zaradi česar je v kombinaciji s pravokotno hrbtno plavutjo v primerjavi z drugimi delfini videti še posebej čokat. Njihove plavuti in repni metljaji so veliki in široki. Imajo veliko melonasto glavo, ki se uporablja za eholokacijo, ker ne vidijo dobro. Njihove oči so običajno majhne zaradi motne vode. Delfini reke Ganges so običajno dolgi 2,2–2,6 metra. Najstarejša zabeležena žival je bil 28-letni samec, dolg 199 cm, čeprav naj bi živeli do 30 let.

## Vedenje
Delfini reke Ganges običajno plavajo sami ali v paru in ni znano, da izvajajo akrobatske manevre v bližini čolnov.] Malo je znanega o njihovem obnašanju, ker so običajno sramežljivi v bližini čolnov in jih je težko opazovati. Znano je, da skačejo; vendar je to redko.

### Vokalizacija
Ta vrsta se izogiba predmetom tako v dosledno močno motnih vodah svojega habitata kot v čisti vodi v ujetništvu, kar nakazuje, da je sposobna učinkovite uporabe eholokacije za navigacijo in iskanje plena. Podatki o tem, kako obsežno se vokalizacija uporablja med posamezniki, so omejeni. Sposoben je žvižgati, vendar to počne redko, kar nakazuje, da je žvižganje spontan zvok in ne oblika komunikacije. Delfin reke Ganges najpogosteje oddaja eholokacijske zvoke, kot so kliki, rafali in twiti. Proizvedeni nizi impulzov so po obliki valov in frekvenci podobni vzorcem eholokacije amazonskega delfina. Obe vrsti redno proizvajata frekvence nižje od 15 kHz, največja frekvenca pa naj bi padla med 15 in 60 kHz.
Eholokacija se uporablja tudi za štetje osebkov z uporabo akustičnega merjenja. Ta metoda se še razvija in se zaradi stroškov in tehničnih zahtev ne uporablja veliko. Glede na to, da je delfin slep, proizvaja ultrazvočni zvok, ki ga odmevajo druge ribe in vodne vrste, kar mu omogoča prepoznavanje plena.

## Razmnoževanje
Delfin nima določene paritvene sezone. Ko se tele skoti, 8–12 mesecev po spočetju, ostane pri materi eno leto.

## Prehrana
Delfini reke Ganges za iskanje hrane uporabljajo eholokacijo. Jedo rake, kot so kozice, in ribe, vključno s krapi in celo morske pse, kot je morski pes Ganges (Glyphis gangeticus). Lahko tudi ujamejo ptice in želve.

## Človeška interakcija
Delfini reke Ganges so od leta 1996 navedeni kot ogroženi na Rdečem seznamu IUCN. Človeška dejavnost je imela veliko vlogo pri zmanjšanju njihovega naravnega območja in velikosti populacije. Delfin reke Ganges in druge sladkovodne vrste delfinov se soočajo z upadom populacije zaradi dejavnikov stresa, kot so hrup, ladijski promet in ribiški prilov. K njihovemu ogroženemu stanju prispeva tudi antropogena dejavnost, kot je gradnja jezov in hidroelektrarn. Ogroženi so tudi zaradi onesnaževanja in prekomernega lova. Zapletanje v ribiške mreže kot prilov lahko povzroči znatno škodo lokalnim osebkom, lovci vsako leto ujamejo posameznike; njihovo olje in meso se uporablja kot mazilo, kot afrodiziak in kot vaba za soma. Zastrupitev oskrbe z vodo z industrijskimi in kmetijskimi kemikalijami je lahko prav tako prispevalo k zmanjšanju populacije, saj so te kemikalije biološko povečane v telesih delfinov. Neposredna nevarnost za vrsto v nacionalnem zatočišču Čambal je zmanjšanje globine reke in pojav peščenih sipin, ki delijo rečni tok na manjše segmente, saj je namakanje znižalo vodostaj v celotnem njihovem območju.

## Mitologija in folklora
Delfin iz Gange je povezan z boginjo Gango in je občasno upodobitev njene vahane, makare.

## Ohranjanje
Ocena populacije iz leta 2017 je, da v celotnem območju razširjenosti vrste obstaja manj kot 3500 osebkov Platanista gangetica. Temeljne raziskave so časovno neenotne in domnevno vsebujejo negotovost.
Ministrstvo za okolje in gozdove je gangeškega delfina razglasilo za nacionalno vodno žival Indije. Odsek reke Ganges med Sultanganjem in Kahlgaonom v Biharju je bil razglašen za zatočišče delfinov in poimenovan Vikramšila Gangetic Dolphin Sanctuary, prvo tako zaščiteno območje.
Vlada Utar Pradeša v Indiji širi starodavna hindujska besedila v upanju, da bo povečala podporo skupnosti, da bi rešila delfine pred izginotjem. Ena od vrstic iz Valimikijeve Ramajane je poudarila silo, s katero je Ganges prišel iz Šivinih las (kodrov) in skupaj s to silo so prišle številne vrste, kot so živali, ribe in Šišumaar – delfin.
31. decembra 2020 so v kanalu Šarda v okrožju Pratapgarh v Indiji našli mrtvega odraslega delfina. Po družbenih omrežjih je zaokrožil videoposnetek, ki prikazuje ducat moških, ki s palicami in sekiro tepejo delfina. 7. januarja 2021 so bile aretirane tri osebe. Podobno obstaja še ena novica, v kateri je nekaj ribičev ujelo enega gangeškega delfina in se z njim gostilo, kar je pripeljalo do aretacije s strani policije Kaušambhi v Utar Pradešu.
Vrsta je zaščitena pred mednarodno trgovino z uvrstitvijo na seznam v Dodatku I Konvencije o mednarodni trgovini z ogroženimi prosto živečimi živalskimi in rastlinskimi vrstami. Zaradi tega je komercialna mednarodna trgovina prepovedana.
Bangladeš je ustanovil šest svetišč v Sundarbansu.
20. maja 2013 je indijsko ministrstvo za okolje in gozdove prepovedalo njihovo ujetništvo v zabavne namene; zadrževanje delfinov v ujetništvu mora izpolnjevati določene pravne predpogoje.

## Projekt Dolphin
Ob 74. dnevu neodvisnosti, 15. avgusta 2020, je indijsko ministrstvo za okolje, gozdove in podnebne spremembe objavilo Projekt Dolphin, da bi spodbudili ohranjanje tako rečnih kot oceanskih delfinov.